# Ambaixada romana (Grècia, 171 aC)
El Senat romà va enviar una ambaixada romana a Grècia el 171 aC. Les ambaixades estaven formades per un grup d'ambaixadors i tenien per missió portar missatges del Senat a estats estrangers. El seu nomenament era considerat un gran honor i només es concedia a homes il·lustres.
El 171 aC, el Senat romà va enviar quatre ambaixadors a Grècia per contrapesar els intents diplomàtics de Perseu de Macedònia:
- Aulus Atili Serrà
- Publi Corneli Lèntul
- Servi Corneli Lèntul
- Quint Marci Filip